# Стебло конюшини
Стебла конюшини - геральдичний знак в парі праворуч і ліворуч біля або на грудях орла, представлених від центру тіла до кінчиків крил, часто називаються срібною або золотою коштовністю. Стебла конюшини закінчуються на кінчику крила у формі трилистої конюшини. Якщо кінці конюшини відсутні, а символ намальований на грудях орла, це говорить про грудний місяць, серп або застібку на грудях.

## Розвиток та форми
У книзі гербів Конрада Грюненберга (1483) вже можна побачити стрічку, на якій були прикріплені блискучі металеві пластини. Замість цієї пов'язки незабаром були використані металеві затискачі, які на кінцях приклепували до голови шолома, а на інших кінцях у формі конюшини до крил орла, щоб досягти підвищеної міцності. Донині незначні аксесуари, ймовірно, походять від однієї з цих металевих застібок, які використовуються для кращого кріплення герба. Цю застібку можна побачити на старих печатках. У природі це було зроблено зі шкіри або дерев’яного диска у формі півмісяця, покритого тканиною, який ззаду був прикрашений і виготовлений із справжніх пташиних пір’їн.
Представлення стебла конюшини базується на цьому, так званому, грудному місяці (серпоподібний диск).
У грудного місяця рідко бувають конюшиноподібні кінці, які сягають у кінчики крил орла. Переважно срібний півмісяць в центрі має піднятий хрест або інші відповідні фігури, наприклад, подовжений лист конюшини. Хрест і трилисник також можуть спрямовувати вниз, і геральдика називає цю фігуру як перевернуту. Як і у стебла конюшини, можливе переривання над орлиними грудьми.

## Використання
Стебла конюшини можна зустріти на крилахбранденбурзького орла, на гербах асканців і гогенцоллернів (Пруссія), у тірольського орла та багатьох інших геральдичних тварин. Приклад нагудної застібки розташований на сілезькому орлі і гербах сілезької шляхти фон Пелчржимів.

Герб Малопольщі
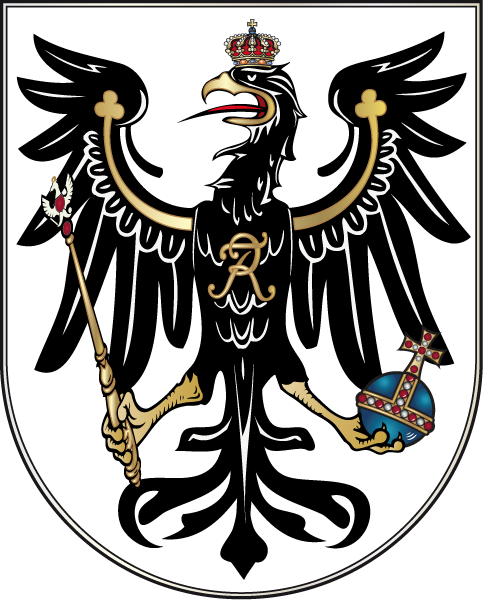
Головний щит герба Пруссії
Герб сучасної австрійської землі Тіроль
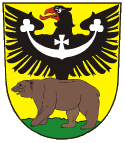
На гербі Єсеніка піднесений хрест із стебел конюшини